# Jerzy Pawłowski
Jerzy Władysław Pawłowski  (n. 25 octombrie 1932, Varșovia, Polonia – d. 11 ianuarie 2005, Varșovia, Polonia) a fost un scrimer polonez specializat pe sabie. Din șase participări la Jocurile Olimpice a cucerit cinci medalii olimpice, inclusiv aurul la individual la México 1968. La Campionatul Mondial a câștigat și 18 medalii, inclusiv șapte de aur. A fost și un spion și un agent dublu pentru CIA.

## Carieră
S-a născut în 1932 într-o familie foarte patriotă. Bunicul său fusese un membru Legiunii poloneze comandată de Józef Piłsudski, și tatăl său a luptat mai întâi în armata poloneză în timpul invaziei Poloniei, apoi în Batalionul „Zośka” al mișcării de rezistență  Armia Krajowa. A crescut în Varșovia ocupată de naziști. 
După cel de-al Doilea Război Mondial a practicat boxul, săritura în lungime și săritura cu prăjina. S-a interesat de scrimă din întâmplare, după ce a găsit o sabie veche într-o groapă de gunoi. Pan Wołodyjowski, Andrzej Kmicic și Jan Skrzetuski, eroii romanului istoric Prin foc și sabie lui Henryk Sienkiewicz, au devenit idolii săi. În anul 1949 a fost descoperit de maestrul Janos Kevey, care l-a selecționat în lotul național chiar după un an de pregătire.
În paralel, el s-a alăturat serviciului de informații polonez, Urząd Bezpieczeństwa. Potrivit lui Pawłowski, era vorba de a elimina pericolul represaliilor împotriva tatălui, legate de rolul acestuia în AK. Serviciul secret i-a cerut să-i spioneze pe colegii săi de lot când se deplasează în străinătate. El și-a început activitatea de spion sub porecla „Papagal” (în poloneză Papuga). Curând după aceea s-a înrolat ca ofițer în armata poloneză și s-a alăturat serviciilor militare de informații sub porecla „Cinstit” (Szczery). În mod ironic, făcea și în același timp trafic de ceasuri și de echipamente vestici. În aceeași perioadă s-a căsătorit cu actrița Teresa Szmigielówna.
În anul 1953 a avut primele sale rezultate de notat: medalia de argint la individual la Campionatul Mondial de juniori și bronzul pe echipe la Campionatul Mondial de seniori. La Melbourne 1956 a obținut prima sa medalie olimpică, argintul, fiind depășit de maghiarul Rudolf Kárpáti. A fost laureat și cu argint la proba pe echipe. Un an următor a creat surpriză, devenind pentru prima dată campion mondial la individual: comitetul de organizare nu avea nici un disc cu imnul național al Poloniei, care a fost cântat a capella de polonezii prezenți în sală. Pawłowski devenit o celebritate în Polonia, ducând un stil de viață somptuos, cu o mașină de lux și tablouri cu semnătura unor mari pictori, pe care îl explica de sume câștigate la poker. În realitate, some mari de bani pierdute la acest joc l-au condus la divorț.
În anul 1964 a fost recrutat de CIA ca agent dublu pe marginea unei competiție în Statele Unite. Treizeci de ani mai târziu a afirmat că a acționat din patriotism și din ură pentru comunism. Potrivit generalului Czesław Kiszczak, Pawłowski era motivat mai degrabă de cupiditate. În orice caz, Pawłowski nu avea nici un acces la documente confidențiale, ci a transmis zvonuri despre personalitățile pe care le frecventa. La Jocurile Olimpice din 1968 de la Ciudad de México a ajuns în fază finală, unde l-a întâlnit pe marele său rival, sovieticul Mark Rakita. Condus cu scorul de 3–4, a dat două tuse la rând pentru a câștiga titlul olimpic. Și-a continuat activitatea competițională până în 1970, cucerind de-a lungul carierei cinci medalii olimpice și 18 medalii mondiale. În anul 1972 a fost desemnat de Federația Internațională de Scrimă drept „cel mai bun sabrer vreodată în lume”. Un an mai târziu a fost ales președintele Federației Poloneze de Scrimă.
În luna aprilie 1975 a fost arestat în cel mai mare secret. Un an mai târziu a fost condamnat pentru spionaj la 25 de ani de închisoare. Și-a ispășit sentința în Varșovia și Barczew. În 1985 a făcut obiectul unui schimb cu spioni KGB arestați în Vest, dar a ales să rămână în Polonia. Câteva zile mai târziu a fost amnistiat de Consiliu de Stat. A rămas foarte discret până la căderea Zidului Berlinului în 1989, după care s-a prezentat drept un patriot și drept un prizonier de conștiință. La vârsta de 57 de ani, a luat parte la o competiție de nivel înalt și le-a bătut pe conaționalii săi mai tineri, pierzând chiar cu Janusz Olech, vicecampionul olimpic în 1988. După acest incident, Federația Poloneză de Scrimă i-a interzis să participe la competițiile nationale. În anul 1994 și-a publicat autobiografia sub titlul Duelul meu cel mai lung (Najdłuższy pojedynek).
A murit acasă, în urma unui infarct miocardic, la vârsta de 72 de ani.

## Legături externe
Materiale media legate de Jerzy Pawłowski la Wikimedia Commons
- pl  Prezentare la Comitetul Olimpic Polonez
- en Jerzy Pawłowski la Olympedia.org